# Abdalla Abdelgadir
Abdalla Abdelgadir (ur. 12 września 1987) – sudański lekkoatleta, olimpijczyk, specjalizujący się w biegu na dystansie 1500 metrów.

## Kariera
Podczas Mistrzostw Świata Juniorów Młodszych w Lekkoatletyce w 2003 w biegu na 800 metrów zajął 5. miejsce, zaś na Mistrzostwach Świata Juniorów w Lekkoatletyce w 2006 bieg na 800 metrów ukończył na 12. pozycji.
Brał udział w letnich igrzyskach olimpijskich w 2008, podczas których startował w biegu na 1500 metrów, i z czasem 3:47,65 min w pierwszej rundzie kwalifikacji zakończył swój udział w igrzyskach.
W Igrzyskach Afrykańsko-Azjatyckich w 2003 w biegu na 1500 metrów zdobył złoty medal.

## Rekordy życiowe
Jego rekordy życiowe są następujące:
- bieg na 800 metrów – 1:48,74 min (2004)
- bieg na 1500 metrów – 3:38,93 min (2008)
- bieg na dystansie 1 mili – 4:00,84 min (2003)